# Jetstar Airways
Jetstar Airways Pty Ltd, que opera como Jetstar es una aerolínea bajo coste con base en Melbourne, Australia. Es una filial de Qantas, creada como respuesta a la aerolínea de bajo coste Virgin Australia. Posee una inmensa red de destinos domésticos así como vuelos regionales e internacionales. Su principal base de operaciones es el Aeropuerto de Melbourne.

## Historia
La aerolínea fue fundada por Qantas en 2003 como una filial doméstica de bajo coste. Qantas había adquirido anteriormente Impulse Airlines y era operada bajo la marca de QantasLink desde 2001, pero tras la decisión de crear una bajo coste, fue relanzada bajo la marca de Jetstar. Los vuelos de cabotaje comenzaron el 25 de mayo de 2004, poco después de su vuelo inaugural en febrero de 2004. Los vuelos internacionales a Christchurch, Nueva Zelanda, comenzaron el 1 de diciembre de 2005. Aunque es propiedad de Qantas, está gestionada de manera independiente de Qantas a través de la compañía anteriormente conocida como Impulse Airlines - una aerolínea adquirida por Qantas el 20 de noviembre de 2001. Otros vuelos internacionales comenzaron en 2005.

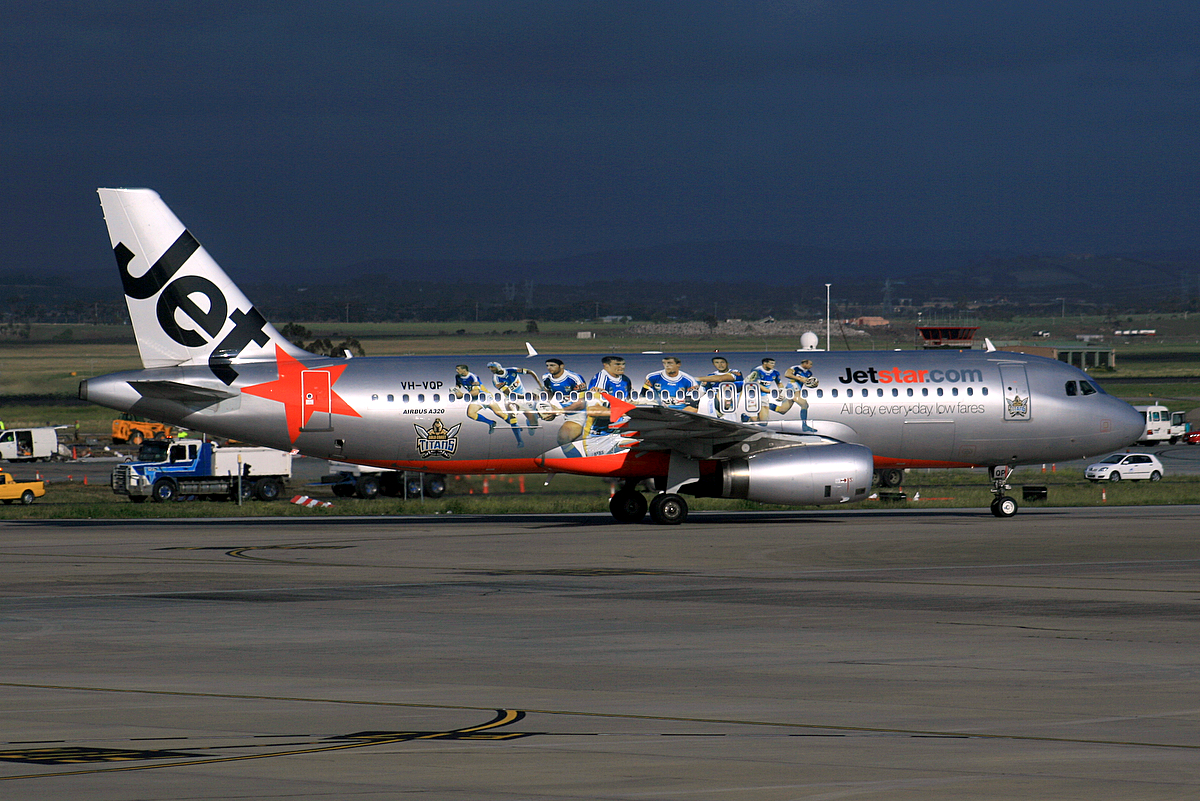
Un A320 de Jetstar con matrícula VH-VQP, promocionando en su librea al equipo profesional de rugby, Gold Coast Titans.

El primer vuelo de su aerolínea hermanada Jetstar Asia Airways despegó de la base de Singapur con destino a Hong Kong el 13 de diciembre de 2004. Qantas posee un 42.5% del accionariado en Jetstar Asia.
El 1 de diciembre de 2005, Jetstar comenzó a operar desde Sídney, Melbourne, Brisbane y Gold Coast a Christchurch en Nueva Zelanda. 
En julio de 2006, Jetstar y Jetstar Asia se fusionaron bajo la marca Jetstar. Los pasajeros de Jetstar, Jetstar Asia Airways y Valuair efectúan sus reservas de forma conjunta en Jetstar.com.
En julio de 2007, Qantas adquirió un 18% de las acciones en la compañía vietnamita Jetstar Pacific Airlines, que se incrementará al 30% en 2010. La aerolínea fue relanzada el 23 de mayo de 2008 como Jetstar Pacific.
El 1 de agosto de 2008 Jetstar anunció que había firmado un acuerdo con el gobierno del Territorio del Norte para convertir al Aeropuerto Internacional de Darwin en base de operaciones internacionales con siete aviones basados en Darwin.

## Flota

### Flota Actual
La flota de la aerolínea posee a enero de 2025 una edad media de 10,4 años.

## Incidentes
Desde el comienzo de operaciones, la aerolínea no ha tenido ningún incidente significativo. Sin embargo si han tenido lugar tres incidentes leves:
- El 23 de julio de 2007, el vuelo 30 de Jetstar en vuelo de Bangkok-Suvarnabhumi al Aeropuerto de Melbourne se vio obligado a efectuar un aterrizaje de emergencia en Bali/Denpasar (DPS) tras un fallo de motor 1. El Airbus A330-200 VH-EBE tenía sólo tres semanas, y Jetstar se encuentra investigando el problema con Airbus.[10]
- El 25 de septiembre de 2007, el vuelo 1 de Jetstar que volaba del Aeropuerto de Melbourne al Aeropuerto Internacional de Honolulú tenía diez pasajeros enfermos. Los pasajeros, tres sentados en Starclass y los demás en turista, se comenzaron a sentir mal entre las dos y las cuatro horas y media de vuelo. Uno de los pasajeros fue llevado al hospital a su llegada a Honolulú y los demás permanecieron en cuarentena.[11]
- El 10 de junio de 2009, el vuelo 20 de Jetstar que volaba del Aeropuerto Internacional Kansai al Aeropuerto de Gold Coast experimentó un pequeño fuego en cabina debido en principio a la calefacción. El fuego fue rápidamente extinguido por los pilotos quienes después desviaron el avión al Aeropuerto Internacional de Guam. Nadie resultó herido en el incidente.[12]